# Veinte poemas para ser leídos en el tranvía
Veinte poemas para ser leídos en el tranvía es el primer libro del poeta argentino Oliverio Girondo. Fue publicado en 1922 en Francia; la edición, pagada por el autor, incluyó ilustraciones realizadas por él mismo y un prólogo, también hecho por él, dedicado a "La Púa", denominación de un grupo de escritores argentinos que se reunían en París y Buenos Aires.

## La obra
Veinte poemas para ser leídos en el tranvía es una de las obras fundacionales de la vanguardia literaria latinoamericana y está considerado como uno de los más importantes de la literatura argentina.
En los poemas del libro, Girondo muestra la influencia de distintas corrientes literarias de moda, en ese entonces, en Europa: el surrealismo y el ultraísmo, pero con un acentuado acento personal. Frente a la estética modernista imperante, Girondo opone imágenes reales, palabras de uso común y el uso de la enumeración. Como en los demás libros escritos por Girondo, Veinte poemas para ser leídos en el tranvía se caracteriza por la originalidad.